# Gysingevargen

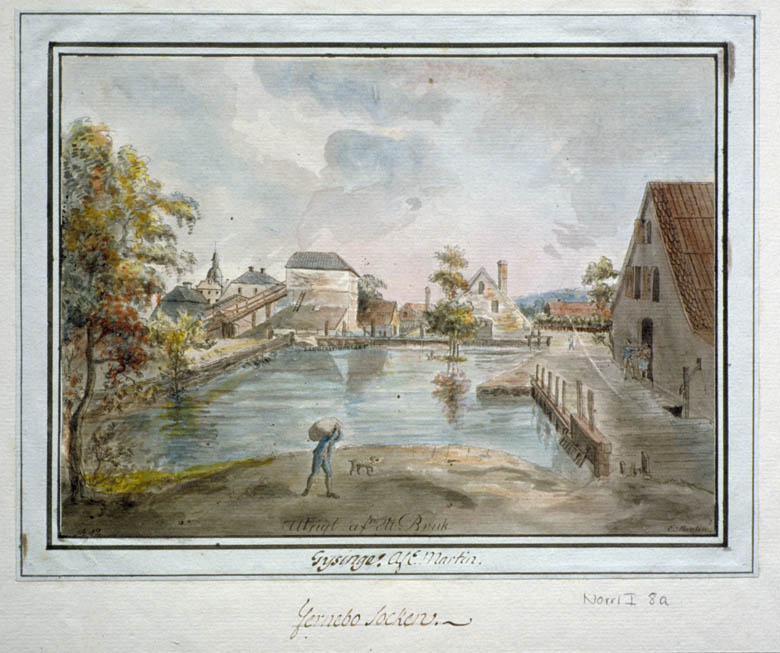
Gysinge bruk, 1790-talet.
Akvarellerad pennteckning av Elias Martin.

Gysingevargen var en varg, som under en tremånadersperiod dödade 9 och skadade 15 människor i Sverige. De flesta dödsoffren krävdes i bruksorten Gysinge, som nu är ett samhälle i Sandvikens kommun i Gästrikland. Angreppen upphörde i och med att vargen dödades den 27 april 1821. Gysingevargen är den varg i Sverige som dödat flest människor i historisk tid.

## Händelserna

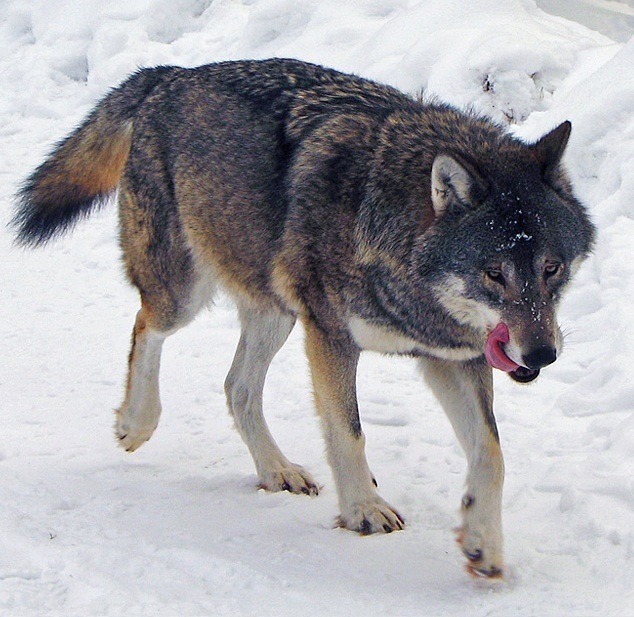
Varg, Canis lupus.

Serien av angrepp startade den 30 december 1820 då en treåring vid namn Eric blev ihjälriven. Attackerna fortsatte fram till den 27 mars 1821 då en sexårig pojke vid namn Anders blev angripen. Barnets far lyckades slita loss barnet från vargen, men barnet dog en kort tid därefter till följd av skadorna.
Under den tre månader långa perioden angreps 31 människor, vilket resulterade i 9 döda och 15 skadade. De skadade var oftast barn, med undantag för två unga vuxna på 18 år. Även bland dödsoffren var de flesta barn mellan 3,5 och 15 år, som pojken Pehr, som var sex år då han bets ihjäl den 28 februari 1821.
Ett av de äldre barnen var Anna Jansdotter, som var 12 år då hon dödades den 10 februari 1821. Jan Erik Sundstedt var 15 år gammal då han blev ihjälriven samma dag. En 18-årig kvinna, Anna, dödades och förtärdes till stor del av vargen, ett öde som hon delade med ett antal andra offer. Så var fallet med en åttaårig flicka vid namn Carin som blev dödad den 4 februari 1821 och Jan Carlsson, sex år, som dödades den 12 januari 1821. Återstoden av hans kropp lades i samma kista som hans morfar, som avlidit en kort tid dessförinnan.
I vissa fall försökte barnets fäder undsätta sina barn, men deras liv stod ändå inte att rädda. Detta gjorde Olof Ersson, som försökte rädda sin son Anders, liksom även Anders Carlsson, som med fara för sitt eget liv kunde slita loss sin dotter Stina, 11 år, som skulle gå till bruksgården i ett ärende, men den hjältemodiga insatsen var förgäves.
Gysingevargen sköts den 27 april 1821 i Årsunda. Utöver ett fall i fångenskap den 17 juni 2012 har det inte dokumenterats några fall sedan dess då vargar dödat människor i Sverige. Dödsfallen omnämns i ett stort antal dödboksnotiser.

## Samtidens syn på dessa händelser
Ur inledningen till Ovansjö sockens husförhörslängd AI:7a kan man läsa att Ovansjö församlings dåvarande komminister L. Backmark återger händelserna 1821 på ett sätt som visar att man, åtminstone i Gästrikland, vid denna tid inte hade uppfattat vargen som ett hot mot människor:
| ”                                                               | Man har varit af den tanken, att vargar aldrig ätit Människjor; men år 1821 ifrån Nyårstiden till nedanstående dato, har man en bedröflig ärfarenhet häraf. I Årsunda och Östra Färnebo jämte flera socknar i V: Bergslagen hafva ganska många blefvit illa blesserade och även flere uppätne. På förstnämnda stället blef ett Barn i Nyårstiden uppätit, och i går begrafdes benranglet efter en 19 års gl. flicka. Magister Färner i Årsunda har nu idag varit hos undertecknad och beskrifvit denna och flere sorgsliga händelser. | „ |
| – Ovansjö Com. Gård d. 19. Martii. L. Backmark. (Ovansjö AI:7a) | |   |

## Sentida syn på dessa händelser

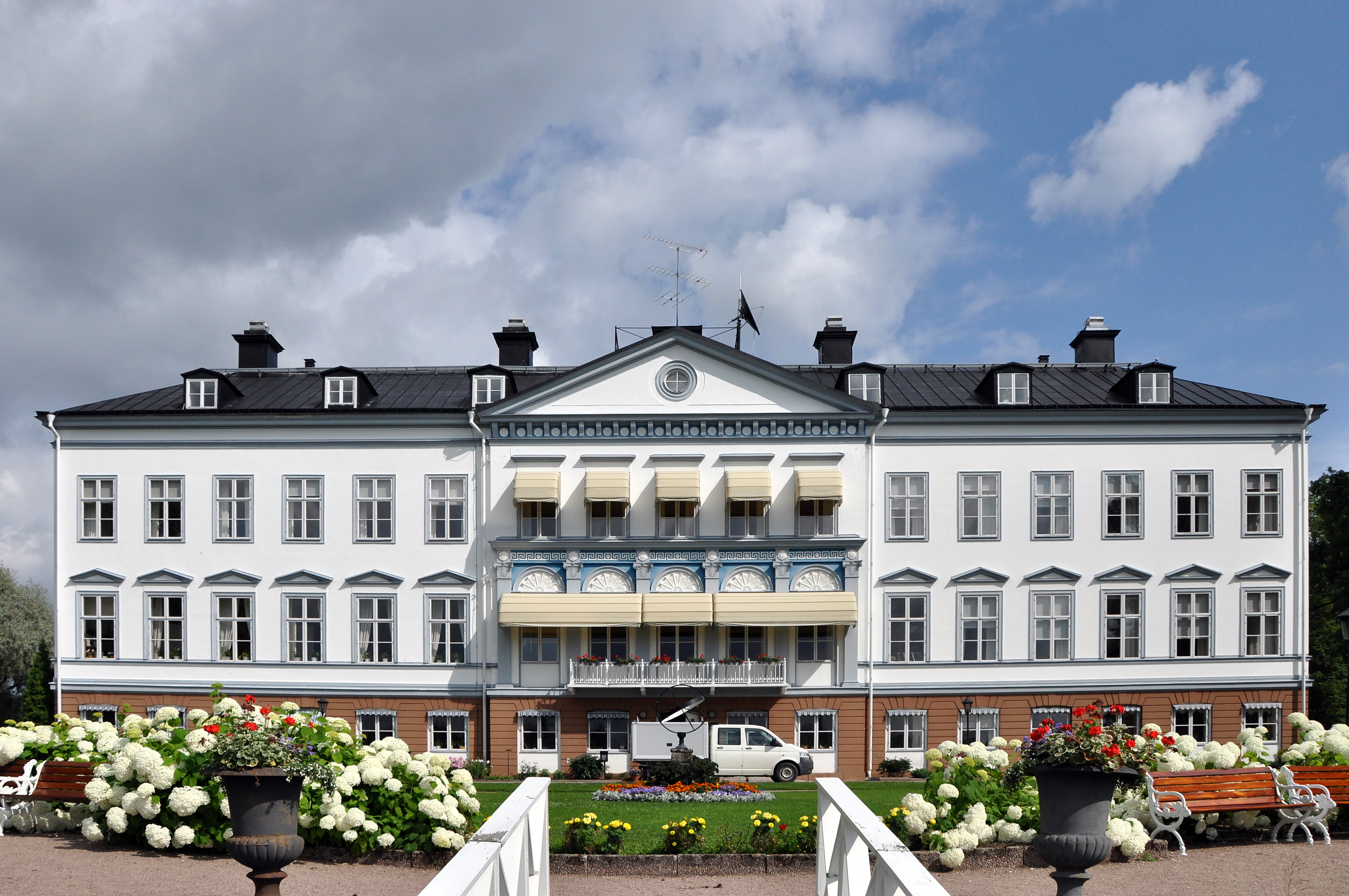
Gysinge Herrgård.
Numera Pensionärernas Riksorganisations folkhögskola, som drivs av Pensionärernas riksorganisation.

Evert Pousette menar att vargen sannolikt var identisk med den vargunge som fångats 1817 och hållits i fångenskap i Gysinge herrgård under flera år tills den rymt eller släppts lös.
Gysinge herrgård hade vid denna tid samma ägare som Gysinge bruk. Michael Benedicks inköpte båda dessa 1820. Således bör det, om Pousettes förmodan är korrekt, ha varit under de tidigare ägarnas tid som denna varg skulle ha hållits i fångenskap, och möjligen kan den ha kommit fri under Michael Benedicks tid.
Det finns, så vitt bekant är, ingen anledning att förmoda att Gysingevargen skulle ha varit en hundhybrid, det vill säga någon form av korsning mellan hund och varg som skall ha resultatet i en hybrid mellan dessa djurarter. Det finns heller knappast något stöd för att förmoda att Gysingevargen skulle ha lidit av någon sjukdom som exempelvis rabies. Då den fälldes skall den inte ha uppvisat några synbara tecken på skador eller sjukdom.

## Gysingevargen i kulturen

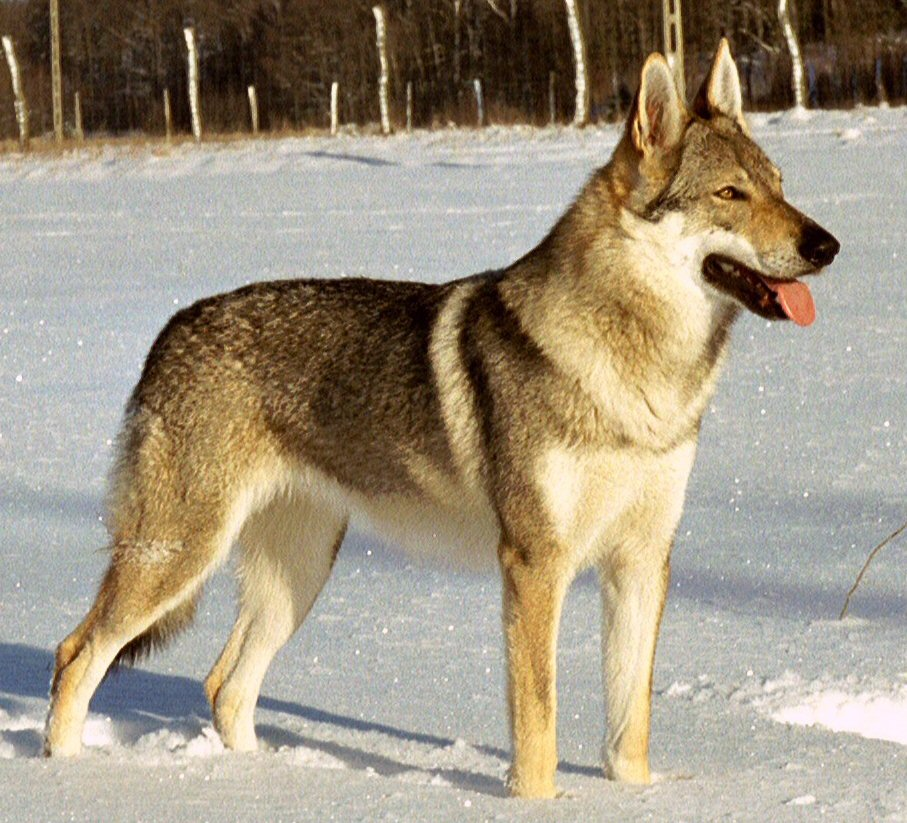
Hund av rasen ceskoslovenský vlciak

Det tredje avsnittet av BBC:s dramaserie Manhunters, som sändes hösten 2005, skildrade Gysingevargens attacker mot människor.
Man använde sig då av en tjeckoslovakisk varghund, rasen ceskoslovenský vlciak, för att gestalta vargen. Ceskoslovenský vlciak är en hundhybrid som har uppkommit då man har korsat varg med schäfer.